# Tăng Tiến
Tăng Tiến là một phường thuộc thị xã Việt Yên, tỉnh Bắc Giang, Việt Nam.

## Địa lý
Phường Tăng Tiến cách trung tâm thị xã Việt Yên 5 km về phía đông nam, cách thành phố Bắc Giang khoảng 7 km theo hướng Quốc lộ 1A mới, có vị trí địa lý:
- Phía đông và phía bắc giáp thành phố Bắc Giang
- Phía tây giáp phường Nếnh và phường Hồng Thái
- Phía nam giáp huyện Yên Dũng.

Phường Tăng Tiến có diện tích 4,79 km², dân số năm 2022 là 11.100 người, mật độ dân số đạt 2.317 người/km².
Tăng Tiến có nhiều người đỗ đạt cao nhưng làm việc xa quê, đây là quê hương thứ hai của nhà thơ Hoàng Cầm. Ông sống một quãng đời (thời thơ ấu) gần chợ Phúc Tằng.

## Hành chính
Phường Tăng Tiến được chia thành 5 tổ dân phố: Bẩy, Chùa, Chằm, Phúc Long, Thượng Phúc.

## Lịch sử
Phường Tăng Tiến còn được gọi với tên khác là: Phúc Long – Phúc Tằng, trước đây vốn là xã Tăng Tiến thuộc huyện Việt Yên.
Ngày 2 tháng 5 năm 1949, Ủy ban kháng chiến hành chính Liên khu I ban hành Quyết định số 223/QĐ-UB/4 về việc sáp nhập xã Tăng Long và xã Kính Ái thành xã Hồng Thái thuộc huyện Việt Yên.
Tháng 5 năm 1955, chia xã Hồng Thái chia thành xã Hồng Thái và xã Tăng Tiến. Xã Tăng Tiến gồm 3 thôn cũ: Phúc Long, Phúc Tằng và Thượng Phúc.
Ngày 13 tháng 12 năm 2023, Ủy ban Thường vụ Quốc hội ban hành Nghị quyết số 938/NQ-UBTVQH15 về việc thành lập thị xã Việt Yên (nghị quyết có hiệu lực từ ngày 1 tháng 2 năm 2024). Theo đó, thành lập phường Tăng Tiến trên cơ sở toàn bộ 4,79 km² diện tích tự nhiên và dân số 11.100 người của xã Tăng Tiến.